# Johannes Clausen
Johannes Clausen (Garding, Schleswig-Holstein, 31. srpnja 1855. − Graz, 10. prosinca 1927.) je danski slikar i dekorater koji je živio i radio u Hrvatskoj i Austriji.

## Životopis
Rodio se je u Gardingu 1855. godine. Nakon što je dobio dopuštenje za rad u Zagrebu, otvorio je u Ilici radionicu 1881. godine. U Zagrebu je živio i djelovao do 1895. godine. Od 1897. do smrti živio je u Grazu.
Izlagao na Zemaljskoj izložbi u Budimpešti. Surađivao s Hermanom Bolléom na mnogim projektima gdje je gradio ili obnavljao (Opatička 10, Katedrala, Pravoslavna crkva, zgrada HAZU, bivši Zavod za kemiju, Učiteljska škola, župne crkve u Bjelovaru, Subotici, pravoslavna u Rumi). Radio i u Hrvatskom glazbenom zavodu. Ime mu se nalazi na popisu Bolléovih suradnika u zagrebačkoj katedrali. Školovao hrvatske dekorateere i slikare, među ostalim i Otona Ivekovića i Konrada Filipa. 
Radio je sobne i crkvene dekoracije. Obnavljao unutrašnjost katedrale sv. Terezije Avilske u Subotici 1893. – 1894. godine. Zidne dekoracije njegovo su djelo. Dekorirao je zajedno s učenicima Obrtne škole Pompejansku sobu Odjela za bogoštovlje i nastavu Kraljevske zemaljske vlade koju je oslikao Ivan Tišov.  Za njegov dekoraterski stil su govorili da je "orijentalan", "slavenski" i "grčki".
Član Društva umjetnosti u Zagrebu. Napisao je knjigu Osnove za dekoracije unutarnjih prostora.